# Reef break
Pour la série télévisée franco-américaine de 2019, voir Reef Break.
Le terme reef-break (littéralement, brisant de récif) est un anglicisme utilisé notamment par les surfeurs pour désigner un fond marin composé de roches ou de coraux alors que le beach-break est un fond de sable. Pour débuter en surf, il vaut donc mieux surfer sur un beach-break. 
Un fond de récif étant stable (par opposition aux bancs de sable des beach breaks dont la configuration varie beaucoup), la principale caractéristique des reef-break est de former une vague très régulière, cassant de manière relativement prévisible, à un emplacement précis. Combiné à une forte profondeur (certains reef-breaks sont des hauts fonds), cela permet, sur certains sites, la pratique du surf dans des vagues d'une taille beaucoup plus importante que les vagues de sable, la régularité de la vague permettant un placement beaucoup plus fiable, en permettant aux surfeurs d'éviter la zone d'impact des vagues lorsqu'ils attendent ou reviennent.
Les reef-breaks les plus connus forment souvent des vagues de forme creuse (formation d'un tube), mais il en existe de tout type, allant de vagues courtes extrêmement violentes à de longues vagues à pente très douce. La configuration fixe du fond les rend très sensibles aux effets de marée, la puissance de la vague dépendant beaucoup de la profondeur d'eau à l'endroit où elle casse. Ainsi, un reef-break très creux à marée basse peut beaucoup perdre en puissance à mi-marée, pour finir par ne même plus déferler à marée haute, en raison d'une trop grande quantité d'eau au-dessus du récif.
On a souvent tendance à confondre le terme reef-break avec beach break (vague qui se forme sur un fond sablonneux) ou shore break (vague puissante qui éclate près du rivage).